# Ozarba rectifascia
Ozarba rectifascia là một loài bướm đêm trong họ Noctuidae.